# Poecilia vetiprovidentiae
Poecilia vetiprovidentiae là một loài cá thuộc họ Poeciliidae là loài đặc hữu của Colombia.